# Бондарев, Данил Иванович
Данил Иванович Бондарев (азерб. Danil İvanoviç Bondarev; 27 декабря 1914, Богучарский уезд — ?) — советский азербайджанский железнодорожник, Герой Социалистического Труда (1971).

## Биография
Родился 27 декабря 1914 года в селе Старотолучеево Богучарского уезда Воронежской губернии (ныне Богучарский район Воронежской области России).
С 1932 года рабочий на станции Жихарево Октябрьская железная дорога (близ Ленинграда), с 1935 года рабочий, с 1938 года составитель поездов станции Баку-Товарная Азербайджанской железной дороги. Отличился при выполнении плана VIII пятилетки.
Указом Президиума Верховного Совета СССР от 4 мая 1971 года за выдающиеся успехи в выполнении задании пятилетнего плана перевозок и повышении эффективности использования технических средств железнодорожного транспорта Бондареву Данилу Ивановичу присвоено звание Героя Социалистического Труда с вручением ордена Ленина и золотой медали «Серп и Молот».
Активно участвовал в общественной жизни Азербайджана. Член КПСС с 1953 года.